# Moscheea Centrală din Londra
Moscheea Centrală din Londra (în limba engleză London Central Mosque) este o moschee din Londra, Marea Britanie. Situată în Regent's Park, aceasta este una dintre cele mai vechi și importante edificii de cult islamic din capitala britanică.

## Istorie și arhitectură
În anul 1940, George Lloyd, secretar de stat pentru colonii, i-a trimis un memoriu prim-ministrului Winston Churchill în care îi prezenta necesitatea construirii unei moschei la Londra. Consultându-se cu ambasadorii musulmani de la Londra și cu reprezentanții din colonii, Lloyd a argumentat faptul că o moschee era extrem de importantă din mai multe considerente: Londra avea la acel moment cea mai mare populație musulmană din Marea Britanie, dar și dintre toate capitalele europene; majoritatea locuitorilor din Imperiul Britanic erau musulmani, iar mulți dintre aceștia și-au dovedit loialitatea față de rege în războaiele purtate. Guvernul Churchill a fost de acord și a hotărât să se aloce suma de 100.000 de lire sterline pentru achiziționarea unui teren și pentru proiectul moscheii și al Centrului Islamic ce avea să fie construit. Regele George al VI-lea a hotărât să fie alocat gratuit un teren pentru moschee în schimbul donației făcute de către regele Farouk I din Egipt ce a oferit un teren în Cairo pentru construirea unei catedrale anglicane. Tot cu acordul regelui a fost fondat Centrul Cultural Islamic și s-a constituit în anul 1944 un comitet însărcinat cu elaborara proiectului moscheii. Comitetul era format din diplomați musulmani aflați la Londra, dar și din rezidenți. 
Proiectul a fost întârziat o bună perioadă, dar în anul 1969 a avut loc o competiție internațională a arhitecților pentru moschee. După o analiza îndelungată, câștigătorul concursului a fost Sir Frederick Gibberd.
În anul 1974 au început lucrările pentru construirea moscheii după planurile lui Gibberd. Compania John Laing Group s-a ocupat de lucrări. Proiectul a fost finalizat în anul 1977, rezultând o clădire impunătoare.
Moscheea Centrală din Londra are un dom auriu proeminent, un minaret înalt și o curte interioară spațioasă. Ținând cont de dimensiunea sa, se presupune că poate găzdui în același timp peste 5.000 de credincioși. În apropiere de moschee se află o cafenea și o librărie.